# Lijst van soorten in het geslacht Epidendrum
Onderstaande lijst omvat een overzicht van de soorten van het orchideeëngeslacht Epidendrum L. (1763). De lijst omvat meer dan 1.100 soorten.

## A
- Epidendrum abbottii L.Sánchez & Hágsater (2001)
- Epidendrum acreense (Brieger & Bicalho) Christenson (1991)
- Epidendrum acrobatesii Hágsater & Dodson (2001)
- Epidendrum acrorhodum Hágsater & Dodson (2001)
- Epidendrum acrostigma Hágsater & García-Cruz (1999)
- Epidendrum acuminatum Ruiz & Pav. (1798)
- Epidendrum acutissimum Lindl. (1853)
- Epidendrum adamsii Hágsater & Dodson (1993)
- Epidendrum addae Pabst (1972)
- Epidendrum adenoglossum Lindl. (1841)
- Epidendrum adnatum Ames & C.Schweinf. (1925)
- Epidendrum adolfomorenoi R.Vásquez & Ibisch (2003)
- Epidendrum agathosmicum Rchb.f. (1850)
- Epidendrum aggregatum Lindl. (1841)
- Epidendrum agoyanense Hágsater & Dodson (1993)
- Epidendrum aguaricoense Hágsater & Dodson (2001)
- Epidendrum aguirrei Hágsater (1999)
- Epidendrum alabastrialatum Pollard ex Hágsater (1978)
- Epidendrum albertii Schltr. (1923): Albert's Epidendrum
- Epidendrum albifloroides D.E.Benn. & Christenson (1998): wit bloeiende Epidendrum
- Epidendrum albiforum Schltr. (1913)
- Epidendrum albomarginatum Rchb.f. (1877)
- Epidendrum alexii Hágsater & Dodson (1993)
- Epidendrum alfredii Schltr. (1923)
- Epidendrum allenii L.O.Williams (1941)
- Epidendrum allisonii Hágsater & Dodson (2001)
- Epidendrum allochronum Hágsater (1993)
- Epidendrum alopecurum Schltr. (1929)
- Epidendrum alpicolonigrense Hágsater & Dodson (2001)
- Epidendrum alpicoloscandens Hágsater & Dodson (2001)
- Epidendrum alpicolum Rchb.f. (1854)
- Epidendrum althausenii A.D.Hawkes (1957)
- Epidendrum alticola Ames & Correll (1942)
- Epidendrum alvarezdeltoroi Hágsater (2001)
- Epidendrum amapense Hágsater & L.Sánchez (1993)
- Epidendrum amayense Hágsater (1999)
- Epidendrum amazonicoriifolium Hágsater (2001)
- Epidendrum amblostomoides Hoehne (1938): Epidendrum gelijkend aan Amblostoma
- Epidendrum amethystinum Rchb.f. (1867)
- Epidendrum ammophilum Barb.Rodr. (1881)
- Epidendrum amparoanum Schltr. (1923)
- Epidendrum amphistomum A.Rich. in R.de la Sagra (1850)
- Epidendrum amplexicaule Lindl. (1853)
- Epidendrum amplexigastrium Hágsater & Dodson (1999)
- Epidendrum ampliracemum C.Schweinf. (1952)
- Epidendrum amplum D.E.Benn. & Christenson (1998)
- Epidendrum anastasioi Hágsater (1993)
- Epidendrum anatipedium L.M.Sánchez & Hágsater (1993)
- Epidendrum anceps Jacq. (1763): Brown Epidendrum
- Epidendrum anchinocturnum Hágsater (1999)
- Epidendrum anderssonii Hágsater & Dodson (1993)
- Epidendrum andinum Carnevali & G.A.Romero in G.A.Romero & G.Carnevali (2000)
- Epidendrum andrei Hágsater & L.Sánchez (1999)
- Epidendrum angaritae Hágsater (1999)
- Epidendrum angustatum (T.Hashim.) Dodson (1993)
- Epidendrum angustilobopaniculatum Hágsater & Dodson (2001)
- Epidendrum angustilobum Fawc. & Rendle (1909)
- Epidendrum angustisegmentum (L.O.Williams) Hágsater (1999)
- Epidendrum angustissimum Lindl. (1853)
- Epidendrum anisatum Lex. in P.de La Llave & J.M.de Lexarza (1825)
- Epidendrum anitae Schltr. (1924)
- Epidendrum annabellae Nir (1994): Annabell's Epidendrum
- Epidendrum anoglossoides Ames & C.Schweinf. (1930)
- Epidendrum anoglossum Schltr. (1911)
- Epidendrum anthoceroides Hágsater & Dodson (2001)
- Epidendrum anthoceros Linden & Rchb.f. (1854)
- Epidendrum anthropophorum Rchb.f. (1856)
- Epidendrum antillanum Ackerman & Hágsater (1992)
- Epidendrum antonense Hágsater (1993)
- Epidendrum apaganoides D.E.Benn. & Christenson (1998): Epidendrum gelijkend aan Apaganum
- Epidendrum apaganum Mansf. (1928)
- Epidendrum aporoides F.Lehm. & Kraenzl. (1899)
- Epidendrum appendiculatum T.Hashim. (1987)
- Epidendrum aquaticoides C.Schweinf. (1943)
- Epidendrum aquaticum Lindl. (1843)
- Epidendrum arachnoglossum Rchb.f. ex André (1882)
- Epidendrum arbuscula Lindl. in G.Bentham (1842): Epidendrum gelijkend aan een boom
- Epidendrum ardens Kraenzl. (1906)
- Epidendrum arevaloi (Schltr.) Hágsater in R.Escobar (ed.) (1991)
- Epidendrum aristatum Ackerman & Montalvo (1986)
- Epidendrum aristisepalum Hágsater & Dodson (2001)
- Epidendrum aristoloides Hágsater & Dodson (2001)
- Epidendrum armeniacum Lindl. (1836): Oranje Epidendrum
- Epidendrum arnoldii Schltr. (1924)
- Epidendrum asplundii Hágsater & Dodson (2001)
- Epidendrum atacazoicum Schltr. (1921)
- Epidendrum atrobrunneum Schltr. (1924)
- Epidendrum atrorugosum Hágsater (1999)
- Epidendrum atroscriptum Hágsater (1993)
- Epidendrum attenuatum Lindl. (1853)
- Epidendrum atwoodchlamys Hágsater (1999)
- Epidendrum atwoodii Hágsater & L.Sánchez (1999)
- Epidendrum aurigineum Barringer (1991 gepubl. 1992)
- Epidendrum avicula Lindl. (1841)
- Epidendrum azulense D.E.Benn. & Christenson (1998)

## B
- Epidendrum badium Hágsater (1993)
- Epidendrum baezense Hágsater & Dodson (1993)
- Epidendrum bahorucense Hágsater & L.Cerv. (2001)
- Epidendrum bakrense Hágsater & G.Cremers (1999)
- Epidendrum bambusaceum Schltr. (1921)
- Epidendrum bambusiforme Kraenzl. (1916)
- Epidendrum bangii Rolfe (1907) Subgenus Epidendrum Lindl. Section Planifolia Rchb.f. Subsection Spathacea Rchb.f. (Reichenbach p. 401 als E. macrostachyum Lindl. (1845) nom. illeg.)
- Epidendrum barbae Rchb.f. (1866)
- Epidendrum barbaricum Hágsater & Dodson (2001)
- Epidendrum barbeyanum Kraenzl. (1895): Barbey-Boissier's Epidendrum
- Epidendrum batesii Dodson (1980)
- Epidendrum baumannianum Schltr. (1920)
- Epidendrum beharorum Hágsater (1993)
- Epidendrum belloi Hágsater (1999)
- Epidendrum bennettii Dodson (1989)
- Epidendrum betimianum Barb.Rodr. (1881)
- Epidendrum bianthogastrium Hágsater & Dodson (2001)
- Epidendrum bicirrhatum D.E.Benn. & Christenson (1998)
- Epidendrum bidens D.E.Benn. & Christenson (2001)
- Epidendrum bifalce Schltr. (1921)
- Epidendrum bifarium Sw. (1799) Subgenus Euepidendrum Lindl. Section Planifolia Rchb.f. Subsection Spathacea Rchb.f. (Reichenbach, p. 401)
- Epidendrum biforatum Lindl. (1844)
- Epidendrum bilobatum Ames (1924)
- Epidendrum birostratum C.Schweinf. (1943)
- Epidendrum bisulcatum Ames (1923)
- Epidendrum bivalve Lindl. (1853): Tweeledige Epidendrum
- Epidendrum blancheanum Urb. (1922): Acuna's sterorchidee
- Epidendrum blepharichilum Kraenzl. (1916)
- Epidendrum blepharistes Barker ex Lindl. (1844)
- Epidendrum blepharoclinium Rchb.f. (1876)
- Epidendrum bogotense Schltr. (1924)
- Epidendrum boissierianum Schltr. (1918)
- Epidendrum bolbophylloides F.Lehm. & Kraenzl. (1899)
- Epidendrum bolivianum Schltr. (1912)
- Epidendrum bonitense Hágsater & Dodson (1993)
- Epidendrum borchsenii Hágsater & Dodson (2001)
- Epidendrum boricuarum Hágsater & L.Sánchez (1993)
- Epidendrum boscoense Hágsater & Dodson (2001)
- Epidendrum boylei Hágsater & Dodson (2001)
- Epidendrum braccigerum Rchb.f. (1877)
- Epidendrum brachybotrys Ackerman & Montalvo (1986)
- Epidendrum brachybulbum F.Lehm. & Kraenzl. (1899)
- Epidendrum brachyclinium Hágsater & García-Cruz (1999)
- Epidendrum brachycorymbosum Hágsater & Dodson 2004: Short-corymb Epidendrum
- Epidendrum brachyglossum Lindl. (1844)
- Epidendrum brachyrepens Hágsater (1999)
- Epidendrum brachyschistum Schltr. (1924)
- Epidendrum brachystele Schltr. (1916)
- Epidendrum bracteolatum C.Presl (1827): Epidendrum met kleine schutbladen (bracteeën)
- Epidendrum bracteostigma Hágsater & García-Cruz (1999)
- Epidendrum bracteosum Ames & C.Schweinf. (1930)
- Epidendrum bractiacuminatum Hágsater & Dodson (1999)
- Epidendrum brassivoliforme F.Lehm. & Kraenzl. (1899)
- Epidendrum brenesii Schltr. (1923)
- Epidendrum brevicaule Schltr., Repert. (1921)
- Epidendrum brevicernuum Hágsater & Dodson (2001)
- Epidendrum brevivenioides Hágsater & Dodson (2001)
- Epidendrum brevivenium Lindl. (1853)
- Epidendrum bryophilum Hágsater & Dodson (2001)
- Epidendrum bucararicense Kraenzl. (1920)
- Epidendrum buchtienii Schltr. (1912)
- Epidendrum bugabense Hágsater (1993)
- Epidendrum bungerothii Schltr. (1924)
- Epidendrum burtonii D.E.Benn. & Christenson (2001)

## C
- Epidendrum caeciliae P.Ortiz & Hágsater (2005)
- Epidendrum calacaliense Hágsater & Dodson, 4 (2001)
- Epidendrum calagrense Hágsater & Dodson (2001)
- Epidendrum calanthum Rchb.f. & Warsz. (1854): Mooi bloeiende Epidendrum. Subgen. Amphiglottium, Sect. Schistochila, Subs. Carinata (Reichenbach, p. 390)
- Epidendrum caldense Barb.Rodr. (1881)
- Epidendrum callobotrys Kraenzl. (1911)
- Epidendrum caloglossum Schltr. (1921)
- Epidendrum caluerorum Hágsater (1993)
- Epidendrum calyptratoides Hágsater & Dodson (2001)
- Epidendrum calyptratum F.Lehm. & Kraenzl. (1899)
- Epidendrum campaccii Hágsater & L.Sánchez (1993): Campacci's Epidendrum
- Epidendrum campbellstigma Hágsater & García-Cruz (1999)
- Epidendrum campestre Lindl. (1844): Savanah Epidendrum
- Epidendrum camposii Hágsater (1993)
- Epidendrum campyloglossum P.Ortiz & Hágsater (1999)
- Epidendrum cancanae (P.Ortiz) Hágsater (2005) (voorheen Oerstedella cancanae)
- Epidendrum candelabrum Hágsater (1988)
- Epidendrum capitellatum C.Schweinf. (1943)
- Epidendrum capricornu Kraenzl. (1916): Epidendrum gelijkend als de hoorn van een geit
- Epidendrum caquetanum Schltr. (1924)
- Epidendrum carchiense Hágsater & Dodson (1993): Carchi Epidendrum
- Epidendrum cardenasii Hágsater (1999)
- Epidendrum cardiochilum L.O.Williams (1940): Epidendrum met hartvormige lip
- Epidendrum cardioglossum Rchb.f. (1850)
- Epidendrum cardiophyllum Kraenzl. (1906)
- Epidendrum carmelense Hágsater & Dodson, (1993)
- Epidendrum carnevalii Hágsater & L.Sánchez (1999)
- Epidendrum carnosiflorum C.Schweinf. (1943)
- Epidendrum carolii Schltr., Repert. Spec. (1923): Carol's Epidendrum
- Epidendrum cartilaginiflorum Rchb.f. (1878)
- Epidendrum carvalhoi Toscano (2000)
- Epidendrum catillus Rchb.f. & Warsz. (1854) Subgen. Amphiglottium, Sect. Schistochila, Subs. Tuberculata (Reichenbach, p. 393)
- Epidendrum cauliflorum Lindl. (1838)
- Epidendrum caurense Carnevali & G.A.Romero (1992)
- Epidendrum caveroi D.E.Benn. & Christenson (1998)
- Epidendrum cereiflorum Garay & Dunst. (1965)
- Epidendrum cerinum Schltr. (1918)
- Epidendrum cernuum Kunth in F.W.H.von Humboldt, A.J.A.Bonpland & C.S.Kunth (1816)
- Epidendrum cesar-fernandezii Carnevali & I.Ramírez (2003)
- Epidendrum chanchamayodifforme Hágsater & L.Sánchez (1999)
- Epidendrum chaparense Dodson & R.Vásquez (1989)
- Epidendrum chauvetii Hágsater & L.Sánchez (1999)
- Epidendrum chimalapense Hágsater & Salazar (1999)
- Epidendrum chimantense Hágsater & Carnevali (1993)
- Epidendrum chioneoides Carnevali & G.A.Romero in G.A.Romero & G.Carnevali (2000)
- Epidendrum chioneum Lindl. (1845)
- Epidendrum chirripoense Hágsater (1993)
- Epidendrum chloe Rchb.f. (1856)
- Epidendrum chlorinum Barb.Rodr. (1881): groenachtige Epidendrum
- Epidendrum chlorops Rchb.f. (1880): groene Epidendrum
- Epidendrum chogoncolonchense Hágsater & Dodson (1993)
- Epidendrum chortophyllum Schltr. (1921)
- Epidendrum chrysanthum Hágsater & Dodson (2001)
- Epidendrum churunense Garay & Dunst. (1965)
- Epidendrum ciliare L. (1759): gefranjerde sterorchidee (= met franjes, omzoomd)
- Epidendrum cinnabarinum Salzm. ex Lindl. (1831): vermiljoen Epidendrum. Subgen. Amphiglottium, Sect. Schistochila, Subs. Carinata (Reichenbach, p. 389)
- Epidendrum circinatum Ames (1924)
- Epidendrum cirrhochilum F.Lehm. & Kraenzl. (1899): Epidendrum met gerankte ('tendril') lip
- Epidendrum citrosmum Hágsater (1988)
- Epidendrum cleistogastrium Hágsater & Dodson (2001)
- Epidendrum clowesii Bateman ex Lindl. (1844): Clowe's Epidendrum
- Epidendrum cnemidophorum Lindl. (1853): Pfavi's Epidendrum
- Epidendrum cochabambanum Dodson & R.Vásquez (1989)
- Epidendrum cochlidium Lindl. (1840) Subgen. Amphiglottium, Sect. Schistochila, Subs. Tuberculata (Reichenbach, p. 393)
- Epidendrum cocleense Ames, F.T.Hubb. & C.Schweinf. (1936)
- Epidendrum cocoense Hágsater (1999)
- Epidendrum cocornocturnum Hágsater (1999)
- Epidendrum cogniauxianum Hoehne (1949): Cogniaux's Epidendrum
- Epidendrum colombianum A.D.Hawkes,: (1957)
- Epidendrum commelinispathum Carnevali & I.Ramírez in G.A.Romero & G.Carnevali (2000)
- Epidendrum commelinoides Schltr. (1920)
- Epidendrum compressibulbum D.E.Benn. & Christenson (1998): gecomprimeerde pseudobulb Epidendrum
- Epidendrum compressum Griseb. (1864): gecomprimeerde Epidendrum
- Epidendrum confertum Ames & C.Schweinf. (1930)
- Epidendrum convergens Garay & Dunst. (1965)
- Epidendrum cooperianum Bateman (1867): Cooper's Epidendrum
- Epidendrum coordinatum Rchb.f. (1876)
- Epidendrum cordatum Ruiz & Pav. (1798)
- Epidendrum cordiforme C.Schweinf. (1940)
- Epidendrum coriifolium Lindl. (1851): Epidendrum met lederachtig blad. Subgenus Euepidendrum Lindl. Section Planifolia Rchb.f. Subsection Spathacea Rchb.f. (Reichenbach, p. 400)
- Epidendrum cornanthera F.Lehm. & Kraenzl. (1899)
- Epidendrum cornicallosum Foldats (1969)
- Epidendrum cornutum Lindl. (1841)
- Epidendrum coronatum Ruiz & Pav. (1798)
- Epidendrum coryophorum (Kunth) Rchb.f. (1862)
- Epidendrum costanense Hágsater & Carnevali (1993)
- Epidendrum costatum A.Rich. & Galeotti (1845): Epidendrum met geribbelde lip
- Epidendrum cottoniiflorum (Rchb.f.) Hágsater in R.Escobar (ed.) (1991)
- Epidendrum coxianum Rchb.f. (1877)
- Epidendrum crassinervium Kraenzl. (1905)
- Epidendrum crassum C.Schweinf. (1952)
- Epidendrum cremersii Hágsater & L.Sánchez (1999)
- Epidendrum crenulidifforme L.Sánchez & Hágsater (2001)
- Epidendrum criniferum Rchb.f. (1871): schutblad dragende Epidendrum
- Epidendrum cristatum Ruiz & Pav. (1798): gekuifde Epidendrum
- Epidendrum croatii Hágsater (1999)
- Epidendrum croceum Ruiz & Pav. (1798)
- Epidendrum cryptanthum L.O.Williams (1942)
- Epidendrum cryptoglossum Pabst (1976)
- Epidendrum cuatrecasasii Garay (1956)
- Epidendrum cuchibambae F.Lehm. & Kraenzl. (1899)
- Epidendrum cuencanum Schltr. (1921)
- Epidendrum cuneatum Schltr. (1912)
- Epidendrum cuniculatum Schltr. (1921)
- Epidendrum cupreum F.Lehm. & Kraenzl. (1899)
- Epidendrum curtisii A.D.Hawkes (1957)
- Epidendrum curvicolumna Ames, F.T.Hubb. & C.Schweinf. (1935)
- Epidendrum curvisepalum Hágsater & Dressler (1993)
- Epidendrum cusii Hágsater (1978)
- Epidendrum cuyujense Hágsater & Dodson (2001)
- Epidendrum cyclopterum Schltr. (1920)
- Epidendrum cylindraceum Lindl. (1844)
- Epidendrum cylindrostachys Rchb.f. & Warsz. (1854): cilindrisch bloeiende Epidendrum
- Epidendrum cylindrostenophyllum Hágsater & Dodson (2001)
- Epidendrum cymbiglossum Hágsater (1993)
- Epidendrum cystosum Ames (1934)

## D
- Epidendrum dactyloclinium Hágsater & Dodson (2001)
- Epidendrum dalessandroi Hágsater & Dodson (2001)
- Epidendrum dalstromii Dodson (1984): Dalstrom's Epidendrum
- Epidendrum davidsei Hágsater (1993)
- Epidendrum decurviflorum Schltr. (1920)
- Epidendrum delcastilloi D.E.Benn. & Christenson (1998)
- Epidendrum delicatissimum Rchb.f. (1876)
- Epidendrum deltoglossum Garay & Dunst. (1966)
- Epidendrum dendrobii Rchb.f. (1850)
- Epidendrum dendrobioides Thunb. (1818)
- Epidendrum densiflorum Hook. (1840)
- Epidendrum densifolium Kraenzl. (1905)
- Epidendrum denticulatum Barb.Rodr. (1881): getande Epidendrum
- Epidendrum dentilobum Ames, F.T.Hubb. & C.Schweinf. (1935)
- Epidendrum dermatanthum Kraenzl. (1905)
- Epidendrum dialychilum Hágsater & Dodson (1993)
- Epidendrum dialyrhombicum Hágsater & Dodson (2001)
- Epidendrum dichaeoides Carnevali & G.A.Romero (1992)
- Epidendrum dichotomum C.Presl (1827) Subgen. Amphiglottium, Sect. Schistochila, Subs. Tuberculata (Reichenbach, p. 392)
- Epidendrum difforme Jacq. (1760)
- Epidendrum diffusum Sw. (1788)
- Epidendrum dilochioides L.O.Williams (1940)
- Epidendrum diothonaeoides Schltr. (1916): Epidendrum gelijkend aan Diothona
- Epidendrum diphyllum Schltr. (1920)
- Epidendrum dipus Lindl. (1845)
- Epidendrum discoidale Lindl. (1853)
- Epidendrum dixiorum Hágsater (1993): Dix's Epidendrum
- Epidendrum dodii L.Sánchez & Hágsater (2001)
- Epidendrum × doroteae P.H.Allen (1958)
- Epidendrum dorsocarinatum Hágsater (1984)
- Epidendrum dosbocasense Hágsater (1992)
- Epidendrum dressleri Hágsater (1987)
- Epidendrum duckei Porto & Brade (1938 gepubl. 1940)
- Epidendrum dugandianum A.D.Hawkes (1957)
- Epidendrum dunstervillei A.D.Hawkes (1957)
- Epidendrum dunstervilleorum Foldats (1967)
- Epidendrum dwyeri Hágsater (1993)

## E
- Epidendrum eburneum Rchb.f. (1867): ivoorkleurige Epidendrum, Epidendrum met witte hartvormige lip
- Epidendrum echinatum Løjtnant (1977)
- Epidendrum edwardsii Ames (1932)
- Epidendrum elatum C.Schweinf. (1943)
- Epidendrum elcimeyae Hágsater & García-Cruz (1999)
- Epidendrum elegantissimum F.Lehm. & Kraenzl. (1899)
- Epidendrum elleanthoides Schltr. (1920)
- Epidendrum ellemanniae Hágsater & Dodson (2001)
- Epidendrum ellipsophyllum L.O.Williams (1941)
- Epidendrum ellipticum Graham in W.J.Hooker (1826) Subgen. Amphiglottium, Sect. Schistochila, Subs. Tuberculata (Reichenbach, p. 395)
- Epidendrum ellisii Rolfe (1894)
- Epidendrum emarginatum Ruiz & Pav. (1798)
- Epidendrum embreei Dodson (1982): Embre's Epidendrum
- Epidendrum englerianum F.Lehm. & Kraenzl. (1899)
- Epidendrum envigadoense Hágsater (1999)
- Epidendrum erectifolium Hágsater & L.Sánchez (1993)
- Epidendrum eriksenii Hágsater & Dodson (1993)
- Epidendrum erosum Ames & C.Schweinf. (1925)
- Epidendrum erythrostigma Hágsater (1999)
- Epidendrum escobarianum Garay (1967): Escobar's Epidendrum
- Epidendrum espiritu-santense Dodson & R.Vásquez (1989)
- Epidendrum estrellense Ames (1923)
- Epidendrum euchroma Schltr. (1924)
- Epidendrum eugenii Schltr. (1920)
- Epidendrum eustirum Ames, F.T.Hubb. & C.Schweinf. (1935)
- Epidendrum evelynae Rchb.f. (1878)
- Epidendrum exaltatum Kraenzl. (1916)
- Epidendrum examinis S.Rosillo (1984)
- Epidendrum excelsum C.Schweinf. (1970)
- Epidendrum excisum Lindl. (1844)
- Epidendrum exiguum Ames & C.Schweinf. (1930)
- Epidendrum exile Ames (1923)
- Epidendrum eximium L.O.Williams (1941): opmerkelijke Epidendrum

## F
- Epidendrum falcatum Lindl. (1840)
- Epidendrum falcisepalum F.Lehm. & Kraenzl. (1899)
- Epidendrum farallonense Hágsater (1999)
- Epidendrum farinosum R.Vásquez & Dodson (1999)
- Epidendrum ferrugineum Ruiz & Pav. (1798): roestbruinkleurige Epidendrum
- Epidendrum festucoides Kraenzl. (1920)
- Epidendrum filamentosum Kraenzl. (1920)
- Epidendrum filicaule Lindl. (1831)
- Epidendrum fimbriatum Kunth in HBK (1816): gefranjerde Epidendrum (= met franjes, omzoomd)
- Epidendrum firmum Rchb.f. (1866)
- Epidendrum flexicaule Schltr. (1918)
- Epidendrum flexuosissimum C.Schweinf. (1949)
- Epidendrum flexuosum G.Mey. (1818): flexibele Epidendrum. Subgen. Amphiglottium, Sect. Schistochila, Subs. Carinata (Reichenbach, p. 391)
- Epidendrum floridense Hágsater (1993)
- Epidendrum foldatsii Hágsater & Carnevali (1993)
- Epidendrum forcipatoides Hágsater (2001)
- Epidendrum forcipatum C.Schweinf. (1970)
- Epidendrum fosbergii Hágsater & Dodson (2001)
- Epidendrum frechetteanum D.E.Benn. & Christenson (2001)
- Epidendrum friderici-guilielmi Rchb.f. & Warsz. (1854)
- Epidendrum frigidum Linden ex Lindl. (1845)
- Epidendrum fritzianum Hoehne (1952)
- Epidendrum frutex Rchb.f. (1855)
- Epidendrum fruticetorum Schltr. (1921)
- Epidendrum fruticosum Pav. ex Lindl. (1831)
- Epidendrum fruticulum Schltr. (1921)
- Epidendrum fuscinum (Dressler) Hágsater (2005) (voorheen Oerstedella fuscina)
- Epidendrum fujimorianum D.E.Benn. & Christenson (1998)
- Epidendrum fulgens Brongn. in L.I.Duperrey (1834): gloeiend op een boom. Subgen. Amphiglottium, Sect. Schistochila, Subs. Carinata (Reichenbach, p. 390)
- Epidendrum fusiforme (Lindl.) Rchb.f. (1862)

## G
- Epidendrum garayi Løjtnant (1977)
- Epidendrum garcia-esquivelii Hágsater & L.Sánchez (1993)
- Epidendrum garciae Pabst (1976): Garcia's Epidendrum
- Epidendrum gasteriferum Scheeren (1974): dikbuikige Epidendrum
- Epidendrum gastrochilum Kraenzl. (1906)
- Epidendrum gastropodium Rchb.f. (1862): slakvormige Epidendrum
- Epidendrum geminatum Schltr. (1921)
- Epidendrum geminiflorum Kunth in F.W.H.von Humboldt, A.J.A.Bonpland & C.S.Kunth (1816)
- Epidendrum geniculatum Barb.Rodr. (1881)
- Epidendrum gentryi Dodson (1982)
- Epidendrum gibbosum L.O.Williams (1941)
- Epidendrum globiflorum F.Lehm. & Kraenzl. (1899)
- Epidendrum glossaspis Rchb.f. (1876)
- Epidendrum glossoceras Rchb.f. & Warsz. (1854)
- Epidendrum glumarum Hamer & Garay (1985)
- Epidendrum goebelii Schltr. (1915)
- Epidendrum golondrinense Hágsater & Dodson (2001)
- Epidendrum gomezii Schltr. (1918)
- Epidendrum goniorhachis Schltr. (1918)
- Epidendrum goodspeedianum A.D.Hawkes (1957)
- Epidendrum gracilibracteatum Hágsater & Dodson (2001)
- Epidendrum gracillimum Rchb.f. & Warsz. (1854)
- Epidendrum grand-ansense Nir (2000)
- Epidendrum × gransabanense Carnevali & I.Ramírez (2003)
- Epidendrum gratissimum (Rchb.f.) Hágsater & Dodson (1992)
- Epidendrum grayi Hágsater & Dodson (1993)
- Epidendrum greenwoodii Hágsater (1987)
- Epidendrum gregorii Hágsater (1993)
- Epidendrum guacamayense Hágsater & Dodson (1993)
- Epidendrum guagra-urcuense Hágsater & Dodson (2001)
- Epidendrum gualaquicense Hágsater & Dodson (2001)
- Epidendrum guanacasense Hágsater & Dodson (1993)
- Epidendrum guanacastense Ames & C.Schweinf. (1930)
- Epidendrum guerrerense Hágsater & García-Cruz (1993): Guerrero Epidendrum

## H
- Epidendrum haematanthum Schltr. (1921): Epidendrum met bloedkleurige bloem
- Epidendrum haenkeanum C.Presl (1827)
- Epidendrum hagsateri Christenson (1995)
- Epidendrum hajekii R.Vásquez & Dodson (1999)
- Epidendrum hamatum (Garay) Dressler (1971)
- Epidendrum hameri Hágsater & L.Sánchez (1993)
- Epidendrum hammelii Hágsater & L.Sánchez (1993)
- Epidendrum harlingii Hágsater & Dodson (2001)
- Epidendrum harmsianum Kraenzl. (1916)
- Epidendrum harrisoniae Hook. (1833)
- Epidendrum hassleri Cogn. (1909)
- Epidendrum hastilabium Schltr. (1920)
- Epidendrum hellerianum A.D.Hawkes (1966)
- Epidendrum hemiscleria Rchb.f. (1862)
  - Epidendrum hemiscleria Rchb.f. subsp. occidentalis Christenson (2005)
- Epidendrum hemisclerioides (Kraenzl.) Hágsater & Dodson (1992)
- Epidendrum henignum Ames (1923)
- Epidendrum henschenii Barb.Rodr. (1881)
- Epidendrum heringeri Hágsater (2001)
- Epidendrum herrenhusanum Hágsater (1999)
- Epidendrum heterodoxum Rchb.f. (1854)
- Epidendrum heterothoneum (Rchb.f. & Warsz.) Hágsater & Dodson (1992)
- Epidendrum hexagonum Hágsater & Dodson (1993)
- Epidendrum holmnielsenii Hágsater & Dodson (2001)
- Epidendrum hololeucum Barb.Rodr. (1881)
- Epidendrum hombersleyi Summerh. (1934)
- Epidendrum homoion Hágsater & Dodson (1993)
- Epidendrum hookerianum Rchb.f. (1876)
- Epidendrum hopfianum Schltr. (1924)
- Epidendrum horichii Hágsater (1999)
- Epidendrum hueycantenangense Hágsater & García-Cruz (1993)
- Epidendrum humeadorense Hágsater & Dodson (1999)
- Epidendrum humidicola Schltr. (1922)
- Epidendrum hunterianum Schltr. (1922)
- Epidendrum hutchisonii Hágsater (1999)
- Epidendrum hymenodes Lindl. (1853)

## I
- Epidendrum ibaguense Kunth in HBK (1816): Ybague' Epidendrum. Subgen. Amphiglottium, Sect. Schistochila, Subs. Tuberculata (Reichenbach, p. 396)
- Epidendrum ibarrae R.González (1993)
- Epidendrum iguagoi Hágsater & Dodson (2001)
- Epidendrum ilense Dodson (1977): Ila Epidendrum
- Epidendrum ilinizae Hágsater & Dodson (1999)
- Epidendrum iltisorum Dodson (1980)
- Epidendrum imitans Schltr. (1921)
- Epidendrum imthurnii Ridl. (1886)
- Epidendrum inamoenum Kraenzl. (1906)
- Epidendrum incomptoides Ames, F.T.Hubb. & C.Schweinf. (1935)
- Epidendrum incomptum Rchb.f. (1853)
- Epidendrum indanzense Hágsater &; Dodson (1993)
- Epidendrum indecoratum Schltr. (1921)
- Epidendrum infaustum Rchb.f. (1863)
- Epidendrum ingramii Hágsater & García-Cruz (1999)
- Epidendrum inornatum Schltr. (1917)
- Epidendrum insectiferum Lindl. (1853)
- Epidendrum insignificans Hágsater & Dodson (1993)
- Epidendrum insolatum Barringer (1991 gepubl. 1992)
- Epidendrum insulanum Schltr. (1918)
- Epidendrum intertextum F.Lehm. & Kraenzl. (1899)
- Epidendrum ionodesme Schltr. (1920)
- Epidendrum ionophyllum P.Ortiz (1997)
- Epidendrum isomerum Schltr. (1906)
- Epidendrum isthmi Schltr. (1922)

## J
- Epidendrum jajense Rchb.f. (1854): Jaja Epidendrum
- Epidendrum jamaicense Lindl. (1853): parapluvormige sterorchidee, Jamaidaanse Epidendrum
- Epidendrum jamiesonis Rchb.f. (1856): Jamieson's Epidendrum
- Epidendrum janeirense Porto & Brade (1938 gepubl. 1940): Rio de Janeiro Epidendrum
- Epidendrum jarae D.E.Benn. & Christenson (2001)
- Epidendrum jaramilloae Hágsater & Dodson (1993)
- Epidendrum jasminosmum Hágsater & Dodson (2001)
- Epidendrum jativae Dodson (1980)
- Epidendrum jatunsachanum Dodson & Hágsater (1994)
- Epidendrum jefeallenii Hágsater & García-Cruz (1999)
- Epidendrum jefestigma Hágsater & García-Cruz (1999)
- Epidendrum jejunum Rchb.f. (1878)
- Epidendrum jessupiorum Hágsater & Dodson (2001)
- Epidendrum jimburense Hágsater & Dodson (2001)
- Epidendrum jimenezii Hágsater (1999)
- Epidendrum johnstonii Ames (1905): Johnston's Epidendrum
- Epidendrum juergensenii Rchb.f. (1880)
- Epidendrum juruaense Cogn. in C.F.P.von Martius & auct. suc. (eds.) (1906)

## K
- Epidendrum kalloneuron Kraenzl. (1920)
- Epidendrum kanehirae Hágsater (2001)
- Epidendrum kantenii Rchb.f. (1876)
- Epidendrum kautskyi Pabst (1973)
- Epidendrum kerichilum Hágsater (1888)
- Epidendrum kerryae Hágsater & L.Sánchez (1994)
- Epidendrum killipii Hágsater & L.Sánchez (1999)
- Epidendrum klotzscheanum Rchb.f. (1850)
- Epidendrum kockii Hágsater & Dodson (1999)

## L
- Epidendrum laceratum C.Schweinf. (1952)
- Epidendrum lacertinum Lindl. (1841)
- Epidendrum lacustre Lindl. (1853): Epidendrum voorkomend nabij een meren
- Epidendrum lagenocolumna Hágsater & L.Sánchez (1993)
- Epidendrum lagenomorphum Hágsater & Dodson (2001)
- Epidendrum lagotis Rchb.f. (1855)
- Epidendrum lamprochilum Hágsater (1999)
- Epidendrum lanceolatum Bradford ex Griseb. (1864)
- Epidendrum lancilabium Schltr. (1923)
- Epidendrum lanioides Schltr. (1913)
- Epidendrum lanipes Lindl. (1853)
- Epidendrum lankesteri Ames (1923)
- Epidendrum larae Dodson & R.Vásquez (1989)
- Epidendrum laterale Rolfe (1912): Mrs. Rousseau's Epidendrum
- Epidendrum latibracteum Kraenzl. (1920)
- Epidendrum latilabre Lindl. (1841): breedlippige Epidendrum
- Epidendrum latisegmentum C.Schweinf. (1943)
- Epidendrum laucheanum Bonhof ex Rolfe (1893): Lauche's Epidendrum
- Epidendrum laurelense Hágsater & Dodson (2001)
- Epidendrum lawessonii Hágsater & Dodson (2001)
- Epidendrum laxicaule D.E.Benn. & Christenson (1998)
- Epidendrum laxifoliatum Schltr. (1920)
- Epidendrum lechleri Rchb.f. (1876)
- Epidendrum lehmannii Rchb.f. (1878)
- Epidendrum leimebambense Hágsater (1993)
- Epidendrum leonii D.E.Benn. & Christenson (1998)
- Epidendrum lezlieae R.Vásquez & Ibisch (2003)
- Epidendrum lignosum Lex. in P.de La Llave & J.M.de Lexarza (1825)
- Epidendrum liguliferum C.Schweinf. (1943)
- Epidendrum lilijae Foldats (1968)
- Epidendrum lima Lindl. (1853)
- Epidendrum lindae Hágsater & Dodson (1999)
- Epidendrum lindbergii Rchb.f. (1881)
- Epidendrum linearidiforme Hágsater & L.Sánchez (1999)
- Epidendrum litense Hágsater & Dodson (1993)
- Epidendrum littorale Hágsater & Dodson (1993)
- Epidendrum llactapataense D.E.Benn. & Christenson, (2001)
- Epidendrum llaviucoense Hágsater & Dodson (2001)
- Epidendrum lloense (Lindl.) Hágsater & Dodson (1992)
- Epidendrum lockhartioides Schltr. (1923)
- Epidendrum loefgrenii Cogn. in C.F.P.von Martius & auct. suc. (eds.) (1898)
- Epidendrum loejtnantii Hágsater & Dodson (2001)
- Epidendrum longibracteatum Hágsater (1999)
- Epidendrum longicaule (L.O.Williams) L.O.Williams (1964): Epidendrum met lange stam
- Epidendrum longicolle Lindl. (1838)
- Epidendrum longicrure Schltr. (1920)
- Epidendrum longiflorum Kunth in F.W.H.von Humboldt, A.J.A.Bonpland & C.S.Kunth (1816): Epidendrum met langvormige bloeiwijze
- Epidendrum longipetalum A.Rich. & Galeotti (1845): Epidendrum met lange petalen
- Epidendrum longirepens (C.Schweinf.) C.Schweinf. (1953): verreikende Epidendrum
- Epidendrum lopezii Hágsater (1999)
- Epidendrum lowilliamsii García-Cruz (1992): Lowilliams' Epidendrum
- Epidendrum loxense F.Lehm. & Kraenzl. (1899)
- Epidendrum luckei I.Bock (1984)
- Epidendrum lueri Dodson & Hágsater (1989)
- Epidendrum lumbaquiense Hágsater & Dodson (1999)

## M
- Epidendrum macasense Hágsater & Dodson (1993)
- Epidendrum macbridei C.Schweinf. (1943): Mc Brides' Epidendrum
- Epidendrum macdougallii (Hágsater) Hágsater (2005) (voorheen Oerstedella macdougallii)
- Epidendrum macrocarpum Rich. (1792): Schomburgk's Epidendrum
- Epidendrum macroceras Schltr. (1920)
- Epidendrum macroclinium Hágsater (1987): Epidendrum met groot Kliniandrum
- Epidendrum macrocyphum Kraenzl. (1905)
- Epidendrum macrogastrium Kraenzl. (1905)
- Epidendrum macroophorum Hágsater & Dodson (1999)
- Epidendrum macropodum Rchb.f. (1856)
- Epidendrum macrothyrsoides Rchb.f. (1877)
- Epidendrum macrum Dressler (1967)
- Epidendrum maderoi Schltr. (1920)
- Epidendrum madsenii Hágsater & Dodson (1999)
- Epidendrum maduroi Hágsater & García-Cruz (1999)
- Epidendrum magalhaesii Schltr. (1920)
- Epidendrum magdalenense Porto & Brade (1935): Magdalena Epidendrum
- Epidendrum magnibracteatum Ames (1922)
- Epidendrum magnibracteum Kraenzl. (1920)
- Epidendrum magnificum Schltr. (1918): schitterende Epidendrum
- Epidendrum magnoliae Muhl. (1813)
- Epidendrum maldonadoense Hágsater & Dodson (2001)
- Epidendrum manarae Foldats (1968)
- Epidendrum mancum Lindl. (1844)
- Epidendrum mantinianum Rolfe (1892)
- Epidendrum mantiqueranum Porto & Brade (1938 gepubl. 1940)
- Epidendrum mantis-religiosae Hágsater (1988)
- Epidendrum marmoratum A.Rich. & Galeotti (1845): marmeren Epidendrum
- Epidendrum marsiorum R.Vásquez & Ibisch (2003)
- Epidendrum marsupiale F.Lehm. & Kraenzl. (1899)
- Epidendrum martianum Lindl. (1840)
- Epidendrum martinezii L.Sánchez & Carnevali (2001)
- Epidendrum mathewsii Rchb.f. (1886)
- Epidendrum matudae L.O.Williams (1968)
- Epidendrum medusae (Rchb.f.) Pfitzer in H.G.A.Engler & K.A.E.Prantl (eds.) (1889)
- Epidendrum megagastrium Lindl. (1853): Epidendrum met grote bolle buik
- Epidendrum megaloclinium Hágsater & Dodson (2001)
- Epidendrum megalospathum Rchb.f. (1877)
- Epidendrum melanoporphyreum Hágsater (1993): zwart- en paarskleurige Epidendrum
- Epidendrum melanotrichoides Hágsater & Dodson (1999)
- Epidendrum melanoxeros Hágsater & Dodson (1999)
- Epidendrum melinanthum Schltr. (1920)
- Epidendrum melistagum Hágsater (1988)
- Epidendrum mesocarpum Hágsater (1999)
- Epidendrum mesomicron Lindl. (1853)
- Epidendrum microcardium Schltr. (1923)
- Epidendrum microcarpum Hágsater & Dodson (2001)
- Epidendrum microcattleya (Kraenzl.) Schltr. (1921)
- Epidendrum microcattleyioides D.E.Benn. & Christenson (2001)
- Epidendrum microcephalum Hágsater & L.Sánchez (1999)
- Epidendrum microcharis Rchb.f. (1870)
- Epidendrum microdendron Rchb.f. (1866)
- Epidendrum microdiothoneum Hágsater & Dodson (2001)
- Epidendrum microglossum Schltr. (1917)
- Epidendrum micronocturnum Carnevali & G.A.Romero (1996)
- Epidendrum microphyllum Lindl. (1841)
- Epidendrum miguelii Schltr. (1925)
- Epidendrum milenae Dodson & R.Vásquez (1989)
- Epidendrum millei Schltr. (1917)
- Epidendrum mimeticum Carnevali & G.A.Romero in G.A.Romero & G.Carnevali (2000)
- Epidendrum minarum Hoehne & Schltr. (1921)
- Epidendrum miniatum Schltr. (1921)
- Epidendrum mininocturnum Dodson (1977)
- Epidendrum minus (Cogn.) Hágsater (1999)
- Epidendrum minutidentatum C.Schweinf. (1943)
- Epidendrum minutiflorum C.Schweinf. (1943)
- Epidendrum mirabile Ames & C.Schweinf. (1930): Wonderful Epidendrum
- Epidendrum miradoranum Dodson & D.E.Benn. (1989)
- Epidendrum misasii Hágsater (2005) (voorheen Oerstedella viridiflora Hágsater)
- Epidendrum miserrimum Rchb.f. (1855): bosrijke tweekleurige orchidee
- Epidendrum miserum Lindl. (1841)
- Epidendrum mittelstaedtii Hágsater (1993)
- Epidendrum mixtecanum Hágsater & García-Cruz (1993)
- Epidendrum mixtoides Hágsater & Dodson (1993)
- Epidendrum mixtum Schltr. (1912)
- Epidendrum mocinoi Hágsater (1999)
- Epidendrum modestissimum F.Lehm. & Kraenzl. (1899)
- Epidendrum modestum Rchb.f. & Warsz. (1854)
- Epidendrum mojandae Schltr. (1921)
- Epidendrum molaui Hágsater & Dodson (2001)
- Epidendrum molle Rchb.f. (1876)
- Epidendrum monanthum Schltr. (1916)
- Epidendrum monophlebium Hágsater (1999)
- Epidendrum × monteverdense (Pupulin & Hágsater) Hágsater (2005) (voorheen Oerstedella × monteverdensis)
- Epidendrum montis-narae Pupulin & L.Sánchez (2001)
- Epidendrum montispichinchense Hágsater & Dodson (2001)
- Epidendrum montserratense Nir (2000)
- Epidendrum monzonense Kraenzl. (1905)
- Epidendrum mora-retanae Hágsater (1993)
- Epidendrum morganii Dodson & Garay (1980)
- Epidendrum moritzii Rchb.f. (1850)
- Epidendrum moronense Dodson & Hágsater (1989)
- Epidendrum morrisii Hágsater & L.Cerv. (2001)
- Epidendrum muricatisepalum Hágsater 2004
- Epidendrum muricatoides Hágsater & Dodson (1993)
- Epidendrum muscicola Schltr. (1923)
- Epidendrum musciferum Lindl. (1834)
- Epidendrum mutelianum Cogn. in I.Urban (1910)
- Epidendrum mutisii Hágsater (1999)
- Epidendrum myodes Rchb.f. (1866)
- Epidendrum myrmecophorum Barb.Rodr. (1891)

## N
- Epidendrum nanegalense Hágsater & Dodson (2001)
- Epidendrum nanopsis Dodson & Hágsater (1989)
- Epidendrum nanosimplex Hágsater & Dodson (1999)
- Epidendrum nanum C.Schweinf. (1943)
- Epidendrum neglectum Schltr. (1921)
- Epidendrum nelsonii Hágsater (1987)
- Epidendrum nematopetalum Hágsater & Dodson (2001)
- Epidendrum neogaliciensis Hágsater & R.González (1983)
- Epidendrum neolehmannia Schltr. (1921)
- Epidendrum neoporpax Ames (1934)
- Epidendrum neoviridiflorum Hágsater (1992)
- Epidendrum neudeckeri Dodson & Hágsater (1994)
- Epidendrum nicaraguense Scheeren ex Hágsater (1993)
- Epidendrum nigricans Schltr. (1913)
- Epidendrum nitens Rchb.f. (1866): Bright Epidendrum
- Epidendrum nitidum L.O.Williams (1940)
- Epidendrum noackii Cogn. in C.F.P.von Martius & auct. suc. (eds.) (1906)
- Epidendrum nocturnum Jacq. (1760)
- Epidendrum norae Carnevali & G.A.Romero (1996)
- Epidendrum notabile Schltr. (1923)
- Epidendrum nubigena Schltr. (1924)
- Epidendrum nubium Rchb.f. (1866)
- Epidendrum nuriense Carnevali & Hágsater (1992)
- Epidendrum nutans Sw. (1788): Nodding Epidendrum
- Epidendrum nutantirhachis Ames & C.Schweinf. (1930)

## O
- Epidendrum oaxacanum Rolfe (1904)
- Epidendrum obergii A.D.Hawkes (1957)
- Epidendrum obliquifolium Ames, F.T.Hubb. & C.Schweinf. (1935)
- Epidendrum obliquum Schltr. (1912)
- Epidendrum oblongialpicola Hágsater & Dodson (2001)
- Epidendrum obovatipetalum Hágsater & Dodson (1993)
- Epidendrum ochricolor A.D.Hawkes (1957)
- Epidendrum ochriodes Lindl. (1853)
- Epidendrum ochrochlorum Barb.Rodr. (1881)
- Epidendrum octomerioides Schltr. (1907)
- Epidendrum odontochilum Hágsater (1988)
- Epidendrum odontospathum Rchb.f. (1878)
- Epidendrum oellgaardii Hágsater & Dodson (1993)
- Epidendrum oerstedii Rchb.f. (1852)
- Epidendrum oldemanii Christenson (1994)
- Epidendrum oligophyllum F.Lehm. & Kraenzl. (1899)
- Epidendrum ophidion Dodson & R.Vásquez (1989)
- Epidendrum opiranthizon Hágsater & Dodson (1993)
- Epidendrum oraion Hágsater (1993)
- Epidendrum orbiculatum C.Schweinf. (1943): Epidendrum met geronde lip
- Epidendrum orchidiflorum Salzm. ex Lindl. (1831)
- Epidendrum oreogena Schltr. (1924)
- Epidendrum oreonastes Rchb.f. (1878)
- Epidendrum orgyale Lindl. (1845)
- Epidendrum orientale Hágsater & M.A.Díaz (1993)
- Epidendrum ornithidii Schltr. (1921)
- Epidendrum ornithoglossum Schltr. (1917)
- Epidendrum orthocaule Schltr. (1921)
- Epidendrum orthoclinium Hágsater & Dodson (2001)
- Epidendrum orthodontum Hágsater & L.Sánchez (1999)
- Epidendrum orthophyllum Hágsater & Dodson (1993)
- Epidendrum oxapampense Hágsater (1999)
- Epidendrum oxycalyx Hágsater & Dodson (1993)
- Epidendrum oxyglossum Schltr. (1923)
- Epidendrum oxynanodes Hágsater (1999)
- Epidendrum oyacachiense Hágsater (1992)

## P
- Epidendrum pachoi Hágsater & L.Sánchez (2001)
- Epidendrum pachyceras Hágsater & L.Sánchez (1993)
- Epidendrum pachychilum Kraenzl. (1905)
- Epidendrum pachyneuron Schltr. (1920)
- Epidendrum pachyphyton Garay (1973)
- Epidendrum pachyrachis Ames (1923)
- Epidendrum palaciosii Hágsater & Dodson (1993)
- Epidendrum pallatangae Schltr. (1917)
- Epidendrum pallens Rchb.f. (1866)
- Epidendrum pallidiflorum Hook. (1830): Caribische sterorchidee
- Epidendrum palmense Ames
- Epidendrum palmidium Hágsater (1999)
- Epidendrum pampatamboense Dodson & R.Vásquez (1989)
- Epidendrum panamense Schltr. (1913)
- Epidendrum panchrysum Rchb.f. & Warsz. (1854) Subgen. Amphiglottium, Sect. Schistochila, Subs. Tuberculata (Reichenbach, p. 397)
- Epidendrum panduratum Hágsater & Dodson (1993)
- Epidendrum panicoides Schltr. (1921)
- Epidendrum paniculatum Ruiz & Pav. (1798): pluimvormige Epidendrum
- Epidendrum paniculosum Barb.Rodr. (1877)
- Epidendrum panteonense Dodson & R.Vásquez (1989)
- Epidendrum papallactense Hágsater & Dodson (2001)
- Epidendrum paradisicola Hágsater & García-Cruz (1999)
- Epidendrum paraguastigma Hágsater & García-Cruz (1999)
- Epidendrum parahybunense Barb.Rodr. (1881)
- Epidendrum paranaense Barb.Rodr. (1881) Subgenus Euepidendrum Lindl. Section Planifolia Rchb.f. Subsection Spathacea Rchb.f. (Reichenbach p. 401 als E. imbricatum Lindl. (1831) nom. illeg.)
- Epidendrum paranthicum Rchb.f. (1852)
- Epidendrum parkinsonianum Hook. (1840): dolkvormige Epidendrum
  - Epidendrum parkinsonianum var. falcatum (synoniem van Epidendrum falcatum Lindl, 1840)
- Epidendrum paruimense G.A.Romero & Carnevali (2004)
- Epidendrum parviflorum Ruiz & Pav. (1798)
- Epidendrum parvilabre Lindl. in G.Bentham (1845)
- Epidendrum parviexasperatum (Hágsater) Hágsater (2005) (voorheen Oerstedella parviexasperata)
- Epidendrum pastoense Schltr. (1920)
- Epidendrum pastranae Hágsater (1978)
- Epidendrum patens Sw. (1806): West-Indische sterorchidee
- Epidendrum paucifolium Schltr. (1907)
- Epidendrum pazii Hágsater (2001)
- Epidendrum pedale Schltr., 0 (1926)
- Epidendrum pedicellare Schltr., Repert. Spec. Nov. Regni Veg. 14: 390 (1916)
- Epidendrum pendens L.O.Williams (1941)
- Epidendrum penneystigma Hágsater & García-Cruz (1999)
- Epidendrum pentacarinatum Hágsater & Dodson (1999)
- Epidendrum peperomia Rchb.f. (1854): Epidendrum gelijkend aan Peperomia
- Epidendrum peperomioides Schltr. (1921)
- Epidendrum peraltum Schltr. (1920)
- Epidendrum pergameneum Rchb.f. (1866)
- Epidendrum pergracile Schltr. (1921)
- Epidendrum perijaense Carnevali & G.A.Romero in G.A.Romero & G.Carnevali (2000)
- Epidendrum pernambucense Cogn. in C.F.P.von Martius & auct. suc. (eds.) (1906)
- Epidendrum persinnile Schltr. (1920)
- Epidendrum peruvianum A.D.Hawkes (1957)
- Epidendrum philippii Rchb.f. (1850)
- Epidendrum philocremnum Hágsater & Dodson (2001)
- Epidendrum phragmites A.H.Heller & L.O.Williams (1968)
- Epidendrum phyllocharis Rchb.f. (1878)
- Epidendrum physodes Rchb.f. (1873)
- Epidendrum physophorum Schltr. (1913)
- Epidendrum physopus Kraenzl. (1905)
- Epidendrum pichinchae Schltr. (1921)
- Epidendrum pilcuense Hágsater (1993)
- Epidendrum piliferum Rchb.f. (1876)
- Epidendrum piperinum Lindl. (1845)
- Epidendrum pirrense Hágsater (2001)
- Epidendrum pittieri Ames (1922)
- Epidendrum plagiophyllum Hágsater (1999)
- Epidendrum platychilum Schltr. (1921)
- Epidendrum platyclinium Hágsater & Dodson (1999)
- Epidendrum platyglossum Rchb.f. (1876)
- Epidendrum platyotis Rchb.f. (1859)
- Epidendrum platypetalum Hágsater (2001)
- Epidendrum platyphylloserpens Hágsater (2001)
- Epidendrum platyphyllostigma Hágsater & García-Cruz (1999)
- Epidendrum platystigma Rchb.f. (1866)
- Epidendrum pleurobotrys Schltr. (1921)
- Epidendrum pleurothalloides Hágsater (1993)
- Epidendrum podocarpophilum Schltr. (1921)
- Epidendrum podostylos Hágsater & Dodson (1993)
- Epidendrum poeppigii Hágsater (1993)
- Epidendrum pogonochilum Carnevali & G.A.Romero in G.A.Romero & G.Carnevali (2000)
- Epidendrum pollardii Hágsater (1993)
- Epidendrum polyanthogastrium Hágsater & Dodson (1999)
- Epidendrum polyanthum Lindl. (1831): veelbloemige Epidendrum
- Epidendrum polychlamys Schltr. (1906)
- Epidendrum polychromum Hágsater (1979)
- Epidendrum polygonatum Lindl. (1858)
- Epidendrum polystachyoides Kraenzl. (1920)
- Epidendrum polystachyum Kunth in F.W.H.von Humboldt, A.J.A.Bonpland & C.S.Kunth (1816)
- Epidendrum pomacochense Hágsater (1999)
- Epidendrum pomecense Hágsater (1999)
- Epidendrum popayanense F.Lehm. & Kraenzl. (1899)
- Epidendrum porphyreum Lindl. (1841): paarse Epidendrum
- Epidendrum porquerense F.Lehm. & Kraenzl. (1899)
- Epidendrum posadarum Hágsater (2001)
- Epidendrum powellii Schltr. (1922)
- Epidendrum pozoi Hágsater & Dodson (1993)
- Epidendrum praetervisum Rchb.f. (1876)
- Epidendrum prasinum Schltr. (1920)
- Epidendrum presbyteri-ludgeronis Gomes Ferreira (1994)
- Epidendrum pristes Rchb.f. (1886)
- Epidendrum probiflorum Schltr. (1922)
- Epidendrum proligerum Barb.Rodr. (1877): rijke vruchtdragende Epidendrum
- Epidendrum propinquum A.Rich. & Galeotti (1845): nauw verwante Epidendrum
- Epidendrum prostratum (Lindl.) Cogn. in C.F.P.von Martius & auct. suc. (eds.) (1898)
- Epidendrum pseudapaganum D.E.Benn. & Christenson (1998)
- Epidendrum pseudavicula Kraenzl. (1911)
- Epidendrum pseudepidendrum Rchb.f., 0 (1856): valse Epidendrum
- Epidendrum pseudoalbiflorum D.E.Benn. & Christenson (1998)
- Epidendrum pseudoanceps D.E.Benn. & Christenson (1998): Epidendrum bijna gelijkend aan Anceps
- Epidendrum pseudocernuum Carnevali & I.Ramírez (1998)
- Epidendrum pseudodifforme Hoehne & Schltr. (1925)
- Epidendrum pseudogramineum D.E.Benn. & Christenson (2001)
- Epidendrum pseudolankesteri Carnevali & G.A.Romero in G.A.Romero & G.Carnevali (2000)
- Epidendrum pseudonocturnum Hágsater & Dodson (1993)
- Epidendrum pseudopaniculatum Dodson (1978)
- Epidendrum pseudopolystachyum D.E.Benn. & Christenson (2001)
- Epidendrum pseudoramosum Schltr. (1912): grote sterorchidee
- Epidendrum pteroglottis Schltr. (1921)
- Epidendrum pterostele Hágsater & Dodson (2001)
- Epidendrum puberulosum Hágsater (1992)
- Epidendrum pubiflorum C.Schweinf.,(1943)
- Epidendrum pucunoense Hágsater & Dodson (2001)
- Epidendrum pudicum Ames (1923)
- Epidendrum pulchrum (Schltr.) Hágsater & Dodson (1992)
- Epidendrum puniceoluteum F.Pinheiro & F.Barros (2006) E. subg. Amphiglottium, E. sect. Schistochila, E. subsect. Carinata
- Epidendrum purpurascens Focke (1851)
- Epidendrum × purpureum Barb.Rodr. (1877)
- Epidendrum purum Lindl. (1844): eenkleurige Epidendrum
- Epidendrum puteum Standl. & L.O.Williams (1953)
- Epidendrum putidocardiophyllum Hágsater & Dodson (2001)
- Epidendrum putumayoense Hágsater & L.Sánchez (1999)
- Epidendrum puyoense Hágsater & Dodson (2001)

## Q
- Epidendrum quadrangulatum A.D.Hawkes (1957)
- Epidendrum quinquecallosum Schltr. (1920)
- Epidendrum quinquepartitum Schltr. (1922)
- Epidendrum quisayanum Schltr. (1916): Quisaya Epidendrum
- Epidendrum quitensium Rchb.f. (1862) Subgen. Amphiglottium, Sect. Schistochila, Subs. Tuberculata (Reichenbach, p. 392)

## R
- Epidendrum radicans Pav. ex Lindl. (1831): bewortelde, wroetende Epidendrum. Subgen. Amphiglottium, Sect. Schistochila, Subs. Carinata (Reichenbach, p. 390)
- Epidendrum radioferens (Ames, F.T.Hubb. & C.Schweinf.) Hágsater (1977): Epidendrum met straalvormige lip
- Epidendrum rafael-lucasii Hágsater (1993)
- Epidendrum ramonianum Schltr. (1923)
- Epidendrum ramosissimum Ames & C.Schweinf. (1925)
- Epidendrum ramosum Jacq. (1760): bergsterorchidee. Subgenus Euepidendrum Lindl. Section Planifolia Rchb.f. Subsection Spathacea Rchb.f. (Reichenbach p. 399)
- Epidendrum raphidophorum Lindl. (1853)
- Epidendrum reclinatum Carnevali & I.Ramírez (2003)
- Epidendrum rectopedunculatum C.Schweinf. (1943)
- Epidendrum recurvatum Lindl. (1845)
- Epidendrum refractum Lindl. (1843)
- Epidendrum renilabioides Hágsater & Dodson (2001)
- Epidendrum renilabium Schltr. (1920)
- Epidendrum renzii Garay & Dunst. (1965)
- Epidendrum repens Cogn. (1909)
- Epidendrum resectum Rchb.f. (1876)
- Epidendrum reveloi Hágsater & Dodson (1993)
- Epidendrum revertianum (Stehlé) Hágsater (1993)
- Epidendrum revolutum Barb.Rodr. (1877)
- Epidendrum rhizomaniacum Rchb.f. (1878): wortelstok (rhizome) Epidendrum
- Epidendrum rhodanthum Hágsater & Dodson (1999)
- Epidendrum rhodoides Hágsater & Dodson (2001)
- Epidendrum rhombochilum L.O.Williams (1940)
- Epidendrum rhopalostele Hágsater & Dodson (2001)
- Epidendrum rigidiflorum Schltr. (1923)
- Epidendrum rigidum Jacq. (1760): stevig bloeiende sterorchidee, stijve Epidendrum. Subgenus Epidendrum Lindl. Section Planifolia Rchb.f. Subsection Spathacea Rchb.f. (Reichenbach p. 400)
- Epidendrum riobambae Schltr. (1921)
- Epidendrum rivulare Lindl. (1858)
- Epidendrum robustum Cogn. in C.F.P.von Martius & auct. suc. (eds.) (1906)
- Epidendrum rocalderianum P.Ortiz & Hágsater (1999)
- Epidendrum rodrigoi Hágsater (1993)
- Epidendrum rojasii Cogn. (1912)
- Epidendrum rolfeanum F.Lehm. & Kraenzl. (1899)
- Epidendrum romanii Hágsater & Dodson (1993)
- Epidendrum roncanum Dodson & R.Vásquez (1989)
- Epidendrum rondoniense L.C.Menezes (1990): Rondonia Epidendrum
- Epidendrum rondosianum C.Schweinf. (1943)
- Epidendrum roseoscriptum Hágsater (1993)
- Epidendrum rosilloi Hágsater (1988)
- Epidendrum rostratum Garay & Dunst. (1961)
- Epidendrum rostrigerum Rchb.f. (1876)
- Epidendrum rothii A.D.Hawkes (1957)
- Epidendrum rotundifolium Hágsater & Dodson (2001)
- Epidendrum rowleyi Withner & Pollard (1969)
- Epidendrum rubioi Hágsater & Dodson (1993)
- Epidendrum rubroticum Hágsater (1993)
- Epidendrum rueckerae Rchb.f. (1865)
- Epidendrum rugosum Ames (1923)
- Epidendrum rugulosum Schltr. (1920)
- Epidendrum ruizianum Steud. (1840): Ruiz's Epidendrum
- Epidendrum ruizlarreanum D.E.Benn. & Christenson (2001)
- Epidendrum rupestre Lindl. (1841)
- Epidendrum rupicola Cogn. in C.F.P.von Martius & auct. suc. (eds.) (1898)

## S
- Epidendrum saccatum Hágsater (2001)
- Epidendrum samaipatense Dodson & R.Vásquez (1989)
- Epidendrum sanchoi Ames (1923)
- Epidendrum sanctae-martae Schltr. (1920)
- Epidendrum sanctalucianum H.G.Jones (1975)
- Epidendrum sancti-ramoni Kraenzl. (1929)
- Epidendrum sanderi A.D.Hawkes (1957)
- Epidendrum santaclarense Ames (1923)
- Epidendrum sarcochilum Lindl. & Rchb.f. (1854)
- Epidendrum sarcodes Lindl., Fol. Orchid. (1853)
- Epidendrum sarcoglottis Schltr. (1921)
- Epidendrum sarcostalix Rchb.f. & Warsz. (1854)
- Epidendrum saxatile Lindl. (1841): Epidendrum die op rots voorkomt
- Epidendrum saxicola Kraenzl. (1905)
- Epidendrum saximontanum Pabst (1967)
- Epidendrum scabrum Ruiz & Pav. (1798)
- Epidendrum scalpelligerum Rchb.f. (1865)
- Epidendrum scharfii Hágsater & Dodson (1993)
- Epidendrum schistochilum Schltr. (1924)
- Epidendrum schizoclinandrium D.E.Benn. & Christenson (2001)
- Epidendrum schlimii Rchb.f. (1850) Subgen. Amphiglottium, Sect. Schistochila, Subs. Tuberculata (Reichenbach, p. 396)
- Epidendrum schneideri Hágsater (2001)
- Epidendrum schnitteri Schltr. (1921)
- Epidendrum schunkei D.E.Benn. & Christenson (1998)
- Epidendrum scopulorum Rchb.f. (1878)
- Epidendrum sculptum Rchb.f. (1854)
- Epidendrum scutella Lindl. (1844)
- Epidendrum secundum Jacq. (1760): Epidendrum met verlengde lip. Subgen. Amphiglottium, Sect. Schistochila, Subs. Tuberculata (Reichenbach, p. 395)
- Epidendrum selaginella Schltr. (1906)
- Epidendrum semiteretifolium D.E.Benn. & Christenson (1995)
- Epidendrum septumspinae D.E.Benn. & Christenson (2001)
- Epidendrum serpens Lindl. in G.Bentham (1845): slangvormige Epidendrum
- Epidendrum sertorum Garay & Dunst. (1972)
- Epidendrum seytocladium Schltr. (1920)
- Epidendrum shigenobui Hágsater (1999)
- Epidendrum sierrae-peladae Kraenzl.,(1920)
- Epidendrum sigmoideum Hágsater (1999)
- Epidendrum silvae Hágsater & V.P.Castro (1999)
- Epidendrum silvanum V.P.Castro & Chiron (2003)
- Epidendrum silverstonei Hágsater (1999)
- Epidendrum simulacrum Ames (1923)
- Epidendrum singuliflorum Schltr. (1912)
- Epidendrum sinuosum Lindl. (1853)
- Epidendrum siphonosepaloides T.Hashim. (1986)
- Epidendrum siphonosepalum Garay & Dunst. (1972)
- Epidendrum sisgaense Hágsater (2001)
- Epidendrum skutchii Ames, F.T.Hubb. & C.Schweinf. (1936)
- Epidendrum smaragdinum Lindl. (1838)
- Epidendrum sobralioides Ames & Correll (1943): Epidendrum gelijkend aan Sobralia
- Epidendrum socorrense Rchb.f. & Warsz. (1854) Subgen. Amphiglottium, Sect. Schistochila, Subs. Tuberculata (Reichenbach, p. 396)
- Epidendrum sodiroi Schltr. (1916)
- Epidendrum sophronitis Lindl. & Rchb.f. (1857)
- Epidendrum sophronitoides F.Lehm. & Kraenzl. (1899): Epidendrum gelijkend aan Sophronitis
- Epidendrum soratae Rchb.f. (1878)
- Epidendrum sotoanum Karremans & Hágsater (2010)
- Epidendrum spathulipetalum Hágsater & Dressler (2001)
- Epidendrum sphaeranthum Schltr. (1921)
- Epidendrum sphaerostachyum Rchb.f. (1877)
- Epidendrum sphenoglossum F.Lehm. & Kraenzl. (1899)
- Epidendrum spicatum Hook.f. (1851) Subgen. Amphiglottium, Sect. Schistochila, Subs. Carinata (Reichenbach, p. 389)
- Epidendrum spilotum Garay & Dunst. (1976)
- Epidendrum spinescens Lindl. (1853) Subgen. Amphiglottium, Sect. Schistochila, Subs. Tuberculata (Reichenbach, p. 392)
- Epidendrum spruceanum Lindl. (1853)
- Epidendrum stalkyi Carnevali & G.A.Romero in G.A.Romero & G.Carnevali (2000)
- Epidendrum stallforthianum Kraenzl. (1912)
- Epidendrum stamfordianum Bateman (1839): Stamford's Epidendrum
- Epidendrum stangeanum Rchb.f. (1881)
- Epidendrum stanhopeanum Kraenzl. (1897)
- Epidendrum steinbachii Ames (1922)
- Epidendrum stellidifforme Hágsater & Dodson (2001)
- Epidendrum stenopetaloides Kraenzl. (1920)
- Epidendrum stenophyllum Hágsater & Dodson (1993)
- Epidendrum stenophyton Schltr. (1921)
- Epidendrum sterroanthum Schltr. (1920)
- Epidendrum sterrophyllum Schltr. (1920)
- Epidendrum stevensii Hágsater (1992)
- Epidendrum stevensonii Hágsater & Dodson (2001)
- Epidendrum steyermarkii A.D.Hawkes (1957)
- Epidendrum stiliferum Dressler (1967)
- Epidendrum stolidium Hágsater (2005) (voorheen Oerstedella ornata)
- Epidendrum storkii Ames (1924): Stork's Epidendrum
- Epidendrum stramineum Lindl. (1853)
- Epidendrum strictiforme C.Schweinf. (1949)
- Epidendrum strictum Schltr. (1924)
- Epidendrum strobiliferum Rchb.f. (1859): Epidendrum met pijnappel, denappelvorm. Subgenus Epidendrum Lindl. Section Planifolia Rchb.f. Subsection Spathacea Rchb.f. (Reichenbach, p. 399-400)
- Epidendrum strobiloides Garay & Dunst. (1966)
- Epidendrum suaveolens Ames (1922)
- Epidendrum suavis (Rchb.f. & Warsz.) Løjtnant (1977): zachte Epidendrum
- Epidendrum subadnatum Rchb.f. (1876)
- Epidendrum subfloribundum Schltr. (1924)
- Epidendrum sublobatum C.Schweinf. ex Garay & Dunst. (1965)
- Epidendrum subnutans Ames & C.Schweinf. (1930)
- Epidendrum suborbiculare Schltr. (1924)
- Epidendrum subpurum Rchb.f. (1854): Hart's Epidendrum
- Epidendrum subreniforme C.Schweinf. (1943)
- Epidendrum subtorquatum Kraenzl. (1920)
- Epidendrum successivum Hágsater & F.E.L.Miranda (1993)
- Epidendrum succulentum Hágsater (1988)
- Epidendrum sucumbiense Hágsater & Dodson (2001)
- Epidendrum suinii Hágsater & Dodson (2001)
- Epidendrum sulcatum Ames (1922)
- Epidendrum sumacoense Hágsater & Dodson (1993)
- Epidendrum summerhayesii Hágsater (1993)
- Epidendrum superpositum Garay (1958)
- Epidendrum suturatum Hágsater & Dressler (1993)
- Epidendrum sympetalostele Hágsater & L.Sánchez (1993)
- Epidendrum sympodiale Schltr. (1920)
- Epidendrum synchronum Hágsater 2004
- Epidendrum syringodes Schltr. (1929)
- Epidendrum syringothyrsis Rchb.f. ex Hook.f. (1875)

## T
- Epidendrum tacarcunense Hágsater (1999)
- Epidendrum tachirense Foldats (1968)
- Epidendrum talamancanum (J.T.Atwood) Mora-Ret. & García Castro (1990 gepubl. 1991)
- Epidendrum tamaense Foldats (1968)
- Epidendrum tandapianum Dodson & Hágsater (1989)
- Epidendrum tenax Rchb.f. (1854)
- Epidendrum tenue Lindl. (1841)
- Epidendrum tenuicaule F.Lehm. & Kraenzl. (1899)
- Epidendrum tenuispathum C.Schweinf. (1952)
- Epidendrum tessmannii Mansf. (1928)
- Epidendrum teuscherianum A.D.Hawkes (1957)
- Epidendrum thelephorum Hágsater & Dodson (1993)
- Epidendrum theodorii Schltr. (1922)
- Epidendrum thermophilum Hágsater & Dodson (1993)
- Epidendrum thompsonii Hágsater & Dodson, Icon. Orchid. 3: t. 385 (1999)
- Epidendrum thurstoniorum Hágsater (1999)
- Epidendrum tigriphyllum Hágsater (1999)
- Epidendrum tingo-mariae Hágsater (1999)
- Epidendrum tipuloideum Lindl. (1853)
- Epidendrum tolimense Lindl. (1845)
- Epidendrum tomlinsonianum C.D.Adams (1966)
- Epidendrum tonduzii Lank. (1924)
- Epidendrum torquatum Lindl. in G.Bentham (1845)
- Epidendrum torraense Hágsater & Silverst. (2001)
- Epidendrum tortipetalum Scheeren (1976): Epidendrum met gedraaide petalen (= bloemblaadjes)
- Epidendrum tovarense Rchb.f. (1850)
- Epidendrum trachychlaena Schltr. (1917)
- Epidendrum trachypus F.Lehm. & Kraenzl. (1899)
- Epidendrum trachysepalum Hágsater (1992): Epidendrum met sepalen met ruw oppervlak
- Epidendrum trachythece Schltr. (1907)
- Epidendrum transversellipticum Hágsater, (2001)
- Epidendrum transversovatum Hágsater & Dodson, 3 (2001)
- Epidendrum trialatum Hágsater (1984): drievleugilige Epidendrum
- Epidendrum triangulabium Ames & C.Schweinf. (1930)
- Epidendrum trianthum Schltr. (1923)
- Epidendrum tricarinatum Rolfe (1917)
- Epidendrum trichopetalum Schltr. (1913)
- Epidendrum tricrure Rchb.f. & Warsz. (1854) Subgen. Amphiglottium, Sect. Schistochila, Subs. Tuberculata (Reichenbach, p. 396)
- Epidendrum tridactylum Lindl. (1838): drievingerige Epidendrum
- Epidendrum tridens Poepp. & Endl. (1836)
- Epidendrum trifidum Schltr. (1920)
- Epidendrum triflorum Ruiz & Pav. (1798)
- Epidendrum trilobochilum Hágsater & Dodson (2001)
- Epidendrum trimeroglossum Schltr. (1920)
- Epidendrum triodon Hágsater & Dodson (2001)
- Epidendrum tropidioides Garay (1978)
- Epidendrum troxalis Luer (1981)
- Epidendrum trullichilum Hágsater & Dodson (1999)
- Epidendrum trulliforme Garay & Dunst. (1976)
- Epidendrum turialvae Rchb.f. (1871)
- Epidendrum tuxtlense Hágsater, García-Cruz & L.Sánchez (1999)
- Epidendrum tziscaoense Hágsater (1999)

## U
- Epidendrum uleinanodes Hágsater (1999): Epidendrum gelijkend aan Ule's dwerg
- Epidendrum umbelliferum J.F.Gmel. (1791): parapluvormige Epidendrum
- Epidendrum uncinatum D.E.Benn. & Christenson (1998)
- Epidendrum unguiculatum (C.Schweinf.) Garay & Dunst. (1976)
- Epidendrum unifoliatum Schltr. (1921)
- Epidendrum upanodifforme Hágsater & Dodson (1999)
- Epidendrum uribei A.D.Hawkes (1957)
- Epidendrum urichianum Carnevali, Foldats & I.Ramírez (1992)
- Epidendrum urraoense Hágsater (1999)
- Epidendrum urubambae Hágsater (2001)
- Epidendrum utcuyacuense Hágsater (1993)

## V
- Epidendrum vandifolium Lindl. (1849): Durango Epidendrum
- Epidendrum vareschii Foldats (1969)
- Epidendrum vargasii Christenson & Nauray (2001)
- Epidendrum vellozoi A.D.Hawkes (1957)
- Epidendrum ventricosum Lindl. (1841)
- Epidendrum veraguasense Hágsater (1992)
- Epidendrum vernixium Rchb.f. & Warsz. (1854)
- Epidendrum veroreveloi Hágsater & Dodson (2001)
- Epidendrum veroscriptum Hágsater (1993): beletterde Epidendrum
- Epidendrum vesicatum Lindl. (1838)
- Epidendrum vesicicaule L.O.Williams (1940)
- Epidendrum vexillium Hágsater (1999)
- Epidendrum vidal-senegei Hágsater (1999)
- Epidendrum vieirae Hágsater (1993)
- Epidendrum vigiaense I.Bock (1982)
- Epidendrum villegastigma Hágsater & García-Cruz (1999)
- Epidendrum villotae Hágsater & Dodson (1999)
- Epidendrum vincentinum Lindl. (1841)
- Epidendrum violascens Ridl. (1887)
- Epidendrum violetense Hágsater & Dodson (2001)
- Epidendrum viride Ruiz & Pav. (1798)
- Epidendrum viridibrunneum Rchb.f. (1862)
- Epidendrum viridifuscatum De Wild. (1904)
- Epidendrum viviparum Lindl. (1841)
- Epidendrum volubile Ruiz & Pav. (1798)
- Epidendrum volutum Lindl. & Paxton (1852): Epidendrum met gerolde petalen (= bloemblaadjes)
- Epidendrum vulcanicola A.H.Heller (1968)
- Epidendrum vulcanicum Schltr. (1924)

## W
- Epidendrum warrasii Pabst (1971): Warras' Epidendrum
- Epidendrum warszewiczii Rchb.f. (1852)
- Epidendrum watsonianum Sander (1892)
- Epidendrum weberbauerianum Kraenzl. (1905)
- Epidendrum welsii-windischii Pabst (1975)
- Epidendrum wendtii Hágsater & Salazar (1999)
- Epidendrum werffii Dodson & Hágsater (1989)
- Epidendrum werneri Schltr. (1924)
- Epidendrum whittenii Hágsater & Dodson (1999): Whitten's Epidendrum
- Epidendrum wigginsii Hágsater & Dodson (2001)
- Epidendrum williamsii Dodson (1977)
- Epidendrum woytkowskianum A.D.Hawkes (1957)
- Epidendrum wrightii Lindl. (1858): Wright's Epidendrum

## X
- Epidendrum xanthinum Lindl. (1844): gele Epidendrum. Subgen. Amphiglottium, Sect. Schistochila, Subs. Tuberculata (Reichenbach, p. 395)
- Epidendrum xanthoianthinum Hágsater (1993)
- Epidendrum xantholeucum Rchb.f. (1850)
- Epidendrum xylostachyum Lindl. (1845) Subgenus Epidendrum Lindl. Section Planifolia Rchb.f. Subsection Spathacea Rchb.f. (Reichenbach p. 400)
- Epidendrum xytriophorum Rchb.f. & Warsz. (1854) Subgen. Amphiglottium, Sect. Schistochila, Subs. Tuberculata (Reichenbach, p. 394)

## Y
- Epidendrum yambalense Hágsater & Dodson (1993)
- Epidendrum yambrasbambense Hágsater (2001)
- Epidendrum yaracuyense Carnevali & G.A.Romero in G.A.Romero & G.Carnevali (2000)
- Epidendrum yungasense Rolfe ex Rusby (1895)

## Z
- Epidendrum zamorense Hágsater & Dodson (1993)
- Epidendrum zappii Pabst (1976)
- Epidendrum zarumense Hágsater & Dodson (1993)
- Epidendrum zingiberaceum Schltr. (1921)
- Epidendrum zosterifolium F.Lehm. & Kraenzl. (1899)